# Message in a Bottle (romance)
Message in a Bottle é um livro de 1998 escrito por Nicholas Sparks. O romance mais tarde recebeu uma adaptação para filme com o mesmo nome em 1999.

## Desenvolvimento
A ideia inicial de Sparks era fazer um livro ao estilo da sua obra anterior, The Notebook, em que lidava com o tipo de amor incondicional. Porém, ele deduziu que nunca iria conseguir recriar uma nova história com a mesma "magia" daquele livro, pois todos já a conheciam. Então, querendo escrever uma nova história de amor, ele se inspirou em seu pai e e resolveu utilizar o tema "amor após a morte da pessoa amada".
| “ | Message in a Bottle foi inspirado em meu pai depois da morte de minha mãe. Em 1989, seis semanas depois que eu me casei, minha mãe e meu pai foram andar a cavalo. [...] Por uma razão que ninguém consegue explicar, minha mãe caiu da sela do cavalo, bateu a cabeça em uma pedra, teve uma hemorragia cerebral e morreu. Meus pais tinham se casado com vinte e um anos e meu pai estava muito abalado com sua morte. Estavam juntos há 27 anos e meu pai não tinha a menor ideia do que significava seguir em frente sem a minha mãe. Muitas pessoas vestem preto para um funeral. Meu pai se vestiu de preto todos os dias durante quatro anos. Ele praticamente se tornou um recluso e se afastou da sua família e de seus amigos. Ele parou de sair, ele parou de fazer praticamente tudo. Tudo que ele fazia era ir ao trabalho e voltar para casa de novo. Foi de partir o coração vê-lo assim. Depois de quatro longos anos, meu pai começou a falar novamente com a família e amigos, começou a ter encontros, até que conheceu uma pessoa em particular e se apaixonou de novo. Então, cerca de sete anos depois da morte da minha mãe, recebi um telefonema do meu pai. "Estou namorando", ele disse. [...] Dois dias depois desse telefonema, meu pai estava dirigindo para casa de madrugada, quando adormeceu ao volante, bateu o carro e morreu. | ” |

## História
Theresa Osborne é uma jornalista de Boston, divorciada e que tem um filho. Durante as férias em Cape Cod, ela encontra na praia uma garrafa com uma carta dentro. Comovida com a leitura, ela decide encontrar a pessoa que a escreveu. Assim, graças ao seu trabalho, ela consegue chegar até o seu ator, Garrett Blake. O homem vive em Wilmington, Carolina do Norte, junto com seu pai, Jeb, desde que sua esposa havia falecido. A sua rotina se baseia entre seu trabalho na loja, embarcar no veleiro Happenstance e escrever cartas apaixonadas em memória a sua amada companheira. Quando Theresa e Garrett se conhecem, eles se apaixonam, porém diversas dificuldades surgem, como a distância e os amores passados, que faz com que não tenham fé no amor. Mesmo assim, os dois conseguem superar os mal-entendidos e redescobrir o amor, até que uma tragédia muda totalmente suas vidas. Assim, Theresa percebe que tem que seguir em frente, encontrando a coragem e a força para continuar vivendo, apesar de tudo.
Era pra esse livro ter o resto